# Tanja Börzel

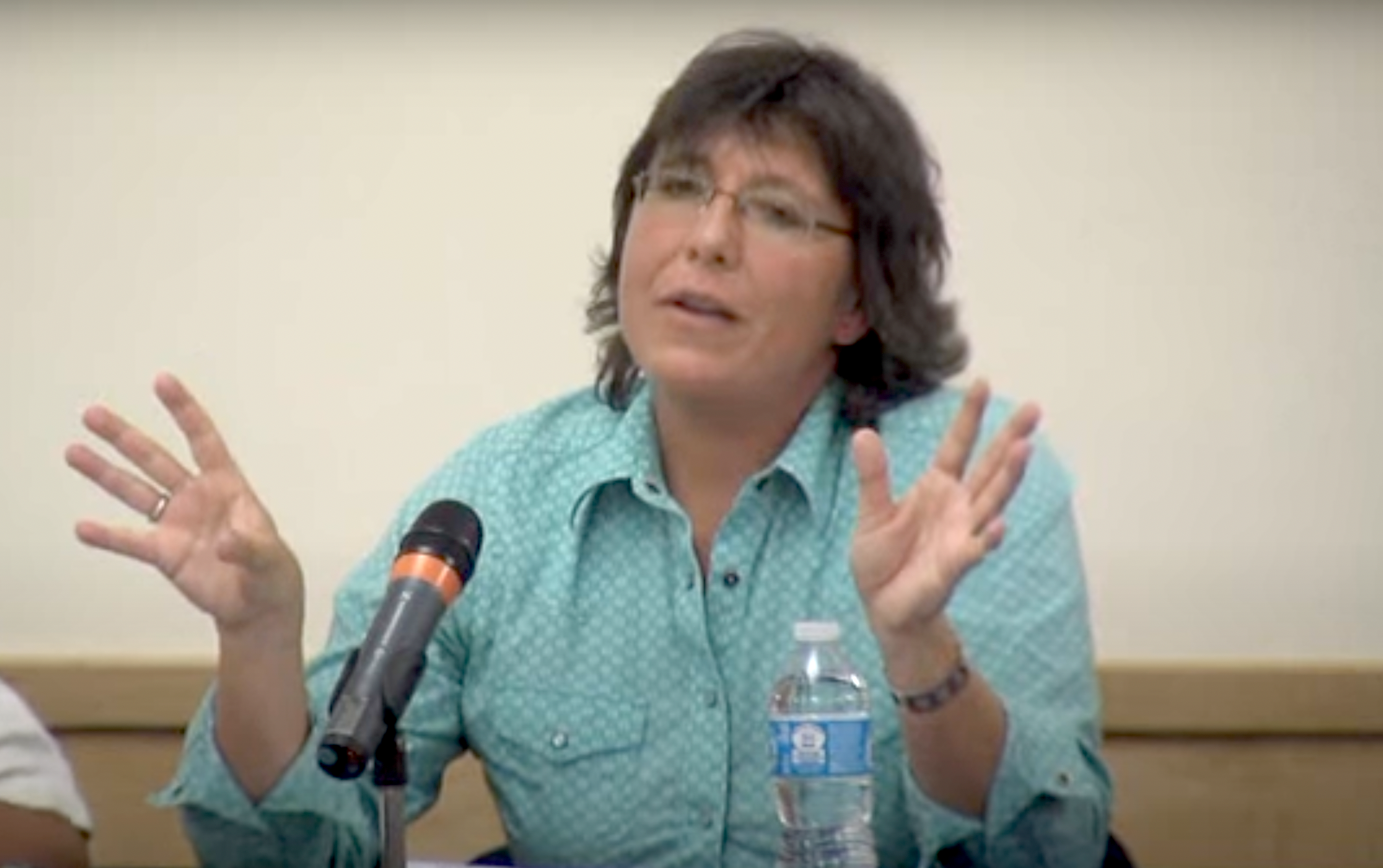
Tanja Börzel (2012)

Tanja Anita Börzel (* 5. Juli 1970 in Langen, Hessen) ist eine deutsche Politikwissenschaftlerin, die unter anderem in der Europa-, Governance- und Diffusionsforschung tätig ist. Sie hat einen Lehrstuhl für Politikwissenschaft am Otto-Suhr-Institut der Freien Universität Berlin inne, ist Leiterin der Arbeitsstelle Europäische Integration und war Inhaberin eines Jean-Monnet-Lehrstuhls von 2006 bis 2009. Sie ist Vorsitzende im Wissenschaftlichen Beirat des Leibniz-Instituts Hessische Stiftung Institut für Friedens- und Konfliktforschung.

## Leben
Tanja A. Börzel besuchte das Neue Gymnasium Stuttgart-Feuerbach, wo sie 1989 das Abitur erlangte. Noch im selben Jahr begann sie ein Studium der Politik- und Verwaltungswissenschaft an der Universität Konstanz, das sie 1995 mit dem Erwerb eines Diploms beendete. 1999 wurde sie am Europäischen Hochschulinstitut in San Domenico di Fiesole promoviert. Ihre Dissertation fertigte sie am Institut für Sozial- und Politikwissenschaft zum Thema The Domestic Impact of Europe. Institutional Adaptation in Germany and Spain an. Eine überarbeitete Fassung der Dissertation von Börzel wurde 2002 bei Cambridge University Press unter dem Titel States and Regions in the European Union. Institutional Adaptation in Germany and Spain veröffentlicht.
Von 1999 bis 2001 arbeitete Börzel als Koordinatorin des Forschungsprogramms für Umwelt am Robert-Schuman-Centre for Advanced Studies des Europäischen Hochschulinstituts Florenz sowie von 1999 bis 2002 als wissenschaftliche Mitarbeiterin in der Max-Planck-Projektgruppe für das Recht der Gemeinschaftsgüter in Bonn. Von 2002 bis 2003 leitete Börzel an der Humboldt-Universität zu Berlin eine im Rahmen des Emmy-Noether-Programms von der Deutschen Forschungsgemeinschaft (DFG) geförderte Nachwuchsgruppe zur Einhaltung des Europäischen Rechts in den Mitgliedsstaaten.
2003 folgte sie dem Ruf auf eine Professur für Internationale Politik und Europäische Integration am Institut für Politische Wissenschaft der Universität Heidelberg, wechselte jedoch bereits im Dezember 2004 auf einen Lehrstuhl am Otto-Suhr-Institut der Freien Universität Berlin, wo sie seither lehrt und forscht.
Von 2006 bis 2007 hatte Börzel eine Gastprofessur am Department of Government der Harvard-Universität in den USA inne. Von 2008 bis 2016 leitete sie gemeinsam mit ihrem Ehemann Thomas Risse die von der DFG geförderte Kolleg-Forschergruppe „Transformative Power of Europe“. Tanja Börzel ist zudem Direktorin des Berlin Center for European Studies, zu dem auch das Jean Monnet Center of Excellence „Europe and its Citizens“ gehörte. Von 2006 bis 2012 leitete sie mehrere Teilprojekte in dem Sonderforschungsbereichs 700 „Governance in Räumen begrenzter Staatlichkeit: Neue Formen des Regierens?“ und war Vorstandsmitglied. Schließlich koordinierte Börzel zwischen 2013 und 2021 drei EU-Verbundprojekte: MAXCAP, EUSTRAT und EULISTCO.
Seit 2018 ist Tanja Börzel Sprecherin des Exzellenzclusters „Contestations of the Liberal Script (SCRIPTS)“ zusammen mit Michael Zürn. SCRIPTS untersucht die Ursachen, Ausprägungen und Konsequenzen der Auseinandersetzungen um liberale Gesellschaftsmodelle.
Als Vorsitzende im Wissenschaftlichen Beirat der Hessischen Stiftung Friedens- und Konfliktforschung steht sie in dauerndem Kontakt und publiziert gemeinsam mit der Leiterin und Geschäftsführerin Nicole Deitelhoff, die einen starken Einfluss auf die Formulierung der Außenpolitik in der SPD (Internationale Kommission) hat.

## Forschungsschwerpunkte
Die Forschungsschwerpunkte sowie die Lehrerfahrung von Börzel liegen bei der Europäischen Integrations-, Governance- und Diffusionsforschung. Sie hat sich vor allem mit Fragen institutionellen Wandels als Folge der Europäisierung sowie der Diffusion europäischer Institutionen und Politikprogramme in und außerhalb der EU beschäftigt. Ein weiterer Schwerpunkt ihrer Forschung bilden Fragen des effektiven und legitimen Regierens ohne Staat sowie Anfechtungen liberaler Normen wie die Wissenschaftsfreiheit in demokratischen Gesellschaften.

## Plagiatsaffäre um die Dissertation von Franziska Giffey
Börzel betreute die 2010 eingereichte Dissertation der SPD-Politikerin Franziska Giffey, der die FU Berlin 2021 nach einem zweijährigen Plagiatsverfahren den Doktorgrad entzog. Die Arbeit hatte 2010 das Prädikat magna cum laude erhalten. Das Präsidium der FU hatte 2019 die Arbeit zunächst wegen Mängeln lediglich gerügt. In einem 2019 von Giffey in Auftrag gegebenen, aber erst 2022 veröffentlichten Rechtsgutachten wird Börzel vorgeworfen, sie habe Giffey zur Entfernung von Seitenzahlen aus Belegen aufgefordert.
2019 wurde nach einer Parlamentarischen Anfrage im Berliner Abgeordnetenhaus bekannt, dass Börzel, anders als auf Giffeys Doktorarbeit vermerkt, durch ihre Promotion am Europäischen Hochschulinstitut in Florenz nicht zum Tragen des Titelzusatzes „rer. pol.“ berechtigt ist. Nachdem Zweifel an der rechtlichen Zulässigkeit der Rüge aufgekommen waren, nahm die FU 2020 das Plagiatsverfahren wieder auf. Daraufhin kündigte Giffey an, den Doktortitel fortan nicht mehr führen zu wollen.
Die Wochenzeitung Die Zeit berichtete, Börzel sei Mitglied des Gremiums gewesen, das die Kommission zur Prüfung der Doktorarbeit von Giffey einsetzte. Sie habe die Kommission zudem mit Personen besetzt, die ihr nahestehen. An der Arbeit der Kommission war sie nicht beteiligt. Das Gremium zur erneuten Entscheidung über Giffeys Arbeit wurde ohne Börzel gebildet. Der Historiker Götz Aly kritisierte Börzels Verhalten in einem in der Berliner Zeitung veröffentlichten Kommentar.
Im August 2021 äußerte sich Börzel in der OSI-Zeitung zum Fall. Sie wies eine Mitverantwortung für Giffeys Plagiate von sich. Sie habe ihr die Standards wissenschaftlichen Arbeitens vermittelt und nicht gesagt, dass sie nicht zitieren müsse, wenn sie Textstellen übernehme. Sie habe sich dabei nicht vorstellen können, dass jemand, mit dem sie über mehrere Jahre zusammengearbeitet habe, sie täusche. Dass ihr die Täuschungen nicht aufgefallen seien, tue ihr leid.

## Veröffentlichungen (Auswahl)

### Monographien
- 2021. mit Thomas Risse: Effective Governance under Anarchy. Institutions, Legitimacy, and Social Trust in Areas of Limited Statehood, Cambridge University Press.
- 2021. Why Noncompliance. The Politics of Law in the European Union. Ithaca, NY: Cornell University Press.
- 2003. Environmental Leaders and Laggards in Europe. Why There is (not) a Southern Problem. Aldershot, Burlington, Singapore, Sydney: Ashgate.
- 2002. States and Regions in the European Union. Institutional Adaptation in Germany and Spain. Cambridge: Cambridge University Press.

### Herausgeberschaften
- 2021. The European Union and the Eastern Partnership Ten Years On. Special Issue of East European Politics, hrsg. mit Antoaneta Dimitrova und Dimiter Toshkov.
- 2021. Governance and Business-Society Relations in Areas of Limited Statehood. Special issue of Business & Society, hrsg. mit Sameer Azizi und Hans Krause Hansen.
- 2019. Peripheries in Competition? The Politics and Political Economy of Convergence and Divergence in the European Union. Special Issue of West European Politics 42(5), hrsg. mit Martin Rhodes und Rachel Epstein.
- 2019. European Integration Theory, 3rd ed., hrsg. mit Antje Wiener und Thomas Risse. Oxford University Press.
- 2018. The Oxford Handbook of Governance and Limited Statehood, hrsg. mit Thomas Risse und Anke Draude. Oxford: Oxford University Press.
- 2017. European Union Enlargement and Integration Capacity. Special Issue of Journal of European Public Policy 24 (2), hrsg. mit Antoaneta Dimitrova und Frank Schimmelfennig.
- 2017. Environmental Governance in South East Europe and the Western Balkans: Reassessing the Transformative Power of Europe. Special Issue of Environment and Planning C: Government and Policy 33 (5), hrsg. mit Adam Fagan.
- 2016. The Oxford Handbook of Comparative Regionalism, hrsg. mit Thomas Risse. Oxford: Oxford University Press.
- 2015. Governance Transfer by Regional Organizations, hrsg. mit Vera van Hüllen. Houndsmill: Palgrave.
- 2015. Responses to the Arab Spring – The EU in Comparative Perspective. Special Issue of the Journal of European Integration 37 (1), hrsg. mit Assem Dandashly und Thomas Risse.
- 2014. The Politics of International and Regional Diffusion. Presidential Issue of International Studies Review 16 (2), hrsg. mit Etel Solingen.
- 2013. Convergence without Accession? Explaining Policy Change in the EU’s Eastern Neighbourhood, Special Issue of Europe-Asia Studies 65 (4), hrsg. mit Julia Langbein, auch Routledge, London: 2014.
- 2012. Business and Governance in South Africa, hrsg. mit Christian Thauer, Houndmills: Palgrave.
- 2012. Convergence without Accession? Explaining Policy Change in the EU’s Eastern Neighbourhood, Special Issue of Europe-Asia Studies, hrsg. mit Julia Langbein.
- 2012. From Europeanization to Diffusion, Special Issue of West European Politics, hrsg. mit Thomas Risse.
- 2012. Roads to Regionalism. Genesis, Design, and Effects of Regional Organizations, hrsg. mit Lukas Goltermann, Mathis Lohaus und Kai Striebinger. Aldershot: Ashgate.
- 2011. Wozu Staat? Governance in Räumen begrenzter und konsolidierter Staatlichkeit, hrsg. mit Marianne Beisheim, Philipp Genschel und Bernhard Zangl. Nomos: Baden-Baden.
- 2010. Civil Society on the Rise? EU Enlargement and Societal Mobilization in Central and Eastern Europe, Special Issue of Acta Politica.
- 2009. Coping with Accession to the European Union. New Modes of Environmental Governance, Houndmills: Palgrave Macmillan.
- 2006. The Disparity of European Integration. Revisiting Neofunctionalism in Honor of Ernst Haas, London: Routledge.
- 2003. Environmental Leaders and Laggards in Europe. Why There is (not) a Southern Problem. Aldershot, Burlington, Singapore, Sydney: Ashgate.
- 2002. States and Regions in the European Union. Institutional Adaptation in Germany and Spain. Cambridge: Cambridge University Press.

### Zeitschriftenartikel
- 2020. Identity Politics, Core State Powers, and Regional Integration: Europe and Beyond, co-authored with Thomas Risse. Journal of Common Market Studies 58(1): 21-40.
- 2019. Grand Theories of Integration and the Challenges of Comparative Regionalism, co-authored with Thomas Risse. Journal of European Public Policy 26(8): 1231–1252.
- 2019. Compliance with EU Environmental Law. The Iceberg is Melting, co-authored with Aron Buzogany. Environmental Politics 28(2): 315-341.
- 2018. From the Euro to the Schengen Crises: European Integration Theories, Politicization, and Identity Politics, co-authored with Thomas Risse, Journal of European Public Policy 25(1): 83-108.
- 2017. Coming Together or Drifting Apart? The EU’s Political Integration Capacity in New Members, Accession Candidates, and Eastern Neighbourhood Countries, co-authored with Frank Schimmelfennig, Journal of European Public Policy 24 (2), 278-296.
- 2017. Larger and more Law-abiding? The Impact of Enlargement on Compliance in the European Union, co-authored with Ulrich Sedelmeier, Journal of European Public Policy 24 (2), 197-217.
- 2017. European Union Enlargement and Integration Capacity: Concepts, Findings, and Policy Implications, co-authored with Antoaneta Dimitrova and Frank Schimmelfennig, Journal of European Public Policy 24 (2), 157-176.
- 2017. The Transformative Power of Europe Beyond Enlargement: The EU’s Performance in Promoting Democracy in Its Neighborhood, co-authored with Bidzina Lebandize, East European Politics 33 (1), 17-35.
- 2016. From EU Governance of Crisis to Crisis in EU Governance. Regulatory Failure, Redistributive Conflict, and Eurosceptic Publics, Journal of Common Market Studies. The JCMS Annual Review of the European Union in 2015 54 (S1), 8-23.
- 2016. Theorizing Regionalism: Cooperation, Integration, and Governance. In Oxford Handbook of Comparative Regionalism, hrsg. v. Tanja A. Börzel und Thomas Risse. Oxford: Oxford University Press, 41-63.